# 10-та морська авіаційна бригада (Україна)
10-та морська авіаційна бригада імені Героя України полковника Ігоря Бедзая (10 МАБр, в/ч А1688 (А1100)) — військове з'єднання ВМС України, належить до Авіації ВМС України. Головна спеціалізація — пошуково-рятувальне забезпечення на морі (пошук і порятунок людей, суден і кораблів) та підтримка і забезпечення флоту з повітря.

## Історія
З'єднання було сформовано 2004 року на базі окремих (9-та змішана морська та 316-та окрема морська) авіаційних ескадрилій і 555-го морського гелікоптерного полку ВМС. Першим командиром частини став останній командир 555-го полку Юрій Москальов.
14 жовтня 2008 року морській авіаційній бригаді присвоєно найменування за місцем дислокації: Сакська морська авіаційна бригада.
24 червня 2022 року, згідно Указу Президента України, з метою увічнення пам'яті про Героя України полковника Ігоря Бедзая, його мужність та героїзм, незламність духу, виявлені під час захисту незалежності та територіальної цілісності України, зважаючи на зразкове виконання покладених завдань особовим складом 10 морської авіаційної бригади Військово-Морських Сил Збройних Сил України, 10 морській авіаційній бригаді Військово-Морських Сил Збройних Сил України було присвоєно ім'я Героя України полковника Ігоря Бедзая та надалі бригада стала іменуватися «10 морська авіаційна бригада імені Героя України полковника Ігоря Бедзая Військово-Морських Сил Збройних Сил України».
2 липня 2023 року 10 морська авіаційна бригада імені Героя України полковника Ігоря Бедзая Військово-Морських Сил Збройних Сил України України указом Президента України Володимира Зеленського відзначена почесною відзнакою «За мужність та відвагу».

### Окупація Криму
Злітна смуга аеродрому в Новофедорівці закінчується виходом до моря. Враховуючи це, під час захоплення Росією військових баз на території півострова, особовий склад бригади в режимі радіомовчання, ризикуючи заблукати та не попередивши вище командування, 3 березня 2014 року евакуював техніку на материк: гелікоптери й літаки перекинули під Миколаїв, на аеродром Кульбакине. У Криму залишилися тільки несправні машини.
Частину військовослужбовців разом із сім'ями поселили на базах військового гарнізону Миколаєва, частину — в Очакові.

### Кульбакине
У липні 2016 року бригада брала участь у міжнародних навчаннях «Сі Бриз 2016».
16 березня 2017 року в бригаду був переданий гелікоптер Мі-14ПЛ (б/н 37 «жовтий»), який попередньо відновили на Конотопському авіаремонтному заводі «Авіакон».
2 липня 2017 року, під час святкування Дня Військово-Морських Сил Збройних Сил України демонстраційні польоти над Одесою виконував гелікоптер Мі-14ПЛ (б/н 35 «жовтий»), який напередодні був відремонтований на Конотопському авіаремонтному заводі «Авіакон» та переданий до 10-ї морської авіаційної бригади.
8 червня 2018 року бригада отримала на озброєння гелікоптер Ка-226, який виконаний у медичній версії.
На початку серпня та у жовтні 2019 року бригада отримала два модернізовані на АТ «Мотор-Січ» гелікоптери Мі-8МСБ-В.
31 жовтня 2019 року мешканець м. Миколаєва Єгор Шишкін подарував Військово-Морським Силам Збройних Сил України літак Ан-2, який він придбав у 2015 році та який належав йому. Урочиста передача крилатої машини відбулася на летовищі 10-ї морської бригади морської авіації, де й буде базуватися літак.
У січні 2020 року за рішенням Рівненського міського відділу державної виконавчої служби Західного міжрегіонального управління Міністерства юстиції, морські авіатори отримали раніше конфіскований у контрабандистів літак Ан-2.
Наприкінці 2020 року до бригади надійшов модернізований гелікоптер Мі-2МСБ-В, на котрому будуть підтримувати льотні навички морські авіатори.
25 листопада 2021 року бригада отримала ще два модернізованих гелікоптери Мі-8МСБ-В.
На початку січня 2022 року морські авіатори отримали новий навчальний корпус. Було введено в експлуатацію навчальний корпус, призначений для підготовки льотного та технічного складу. Нове приміщення оснащене робочими місцями для підготовки особового складу, інтерактивними дошками, обладнано тренажерним залом із сучасним спортивним інвентарем.

## Структура
- управління (в тому числі штаб)
- авіаційна ескадрилья (1 Ан-2Т, 2 Ан-26,2Бе-12)
- гелікоптерна ескадрилья (3 Ка-27, 3 Ка-29, 1 Ка-226, 3 Мі-14ПЛ, Мі-8, Мі-9, 3 Мі-14)
- безпілотна ескадрилья Bayraktar TB2[17]
- батальйон зв'язку та радіотехнічного забезпечення
- батальйон аеродромно-технічного забезпечення
- технічно-експлуатаційна частина авіаційної техніки
- технічно-експлуатаційна частина автомобільної техніки
- рота матеріального забезпечення
- рятувальна парашутно-десантна група
- метеорологічна група
- спеціальна інженерна служба
- взвод охорони
- інші підрозділи

## Втрати
- полковник Ігор Бедзай 7 травня 2022 року,
- майор Михайло Заремба 7 травня 2022 року,
- капітан Сергій Мущицький 7 травня 2022 року,
- штаб-сержант Юрій Пирог 7 травня 2022 року,
- Старший сержант Ільчук Василь Васильович загинув 7 травня 2022 року,
- Головний сержант Севернюк Юрій Вікторович загинув 4 жовтня 2022 року.

## Командири
- (2004— 2006) полковник Москальов Юрій Володимирович
- (2006— 2013) полковник Хоменко Володимир Володимирович
- (2013— 2019) полковник Бедзай Ігор Володимирович
- (з 2019— 2023) полковник Олєйніков Ілля Миколайович

## Бойовий склад

### На озброєнні
Дані про техніку і озброєння 10-ї морської авіаційної бригади ВМС України наведені станом на липень 2021 року
| Зображення          | Тип                      | Виробництво | Призначення                                   | Зауваження |        |
| Літаки              | Літаки                   | Літаки      | Літаки                                        | Літаки | Літаки |
| ------------------- | ------------------------ | ----------- | --------------------------------------------- | --- | ------ |
|                     | Ан-26                    | СРСР        | транспортний літак                            | [ 18 ] |        |
|                     | Бе-12                    | СРСР        | протичовновий літак                           | на зберіганні |        |
|                     | Ан-2                     | СРСР        | транспортний літак                            | 31 жовтня 2019 року, Єгор Шишкін передав 10-ій окремій морській авіаційній бригаді літак Ан-2, який базувався у м. Рівне. Також, на початку 2021 року, військовій частині А1688, що дислокується на аеродромі Кульбакіно поблизу м. Миколаєва, рішенням Рівненського міського відділу Державної виконавчої служби Західного міжрегіонального управління міністерства юстиції, було безоплатно передано літак Ан-2, який був конфіскований, оскільки використовувався контрабандистами для перевезення сигарет. |        |
| Гелікоптери         |                          |             |                                               | |        |
|                     | Ка-226                   | Росія       | санітарний гелікоптер                         | 0 на зберіганні |        |
|                     | Ка-27                    | СРСР        | протичовновий/пошуково-рятувальний гелікоптер | 5 на зберіганні |        |
|                     | Ка-29                    | СРСР        | транспортно-бойовий гелікоптер                | на зберіганні |        |
|                     | Мі-14ПС Мі-14ПЛМ Мі-14ПЛ | СРСР        | протичовновий/пошуково-рятувальний гелікоптер | |        |
|                     | Мі-8МСБ                  | Україна     | Багатоцільовий вертоліт                       | Пройшли капітальний ремонт та модернізацію |        |
|                     | Мі-2МСБ                  | Україна     | Багатоцільовий вертоліт                       | Пройшов модернізацію на ТОВ «Вінницький авіаційний завод» |        |
| Ударні безпілотники |                          |             |                                               | |        |
|                     | Bayraktar TB2            | Туреччина   | Розвідувально-ударний безпілотний комплекс    | [ 17 ] |        |

## Галерея

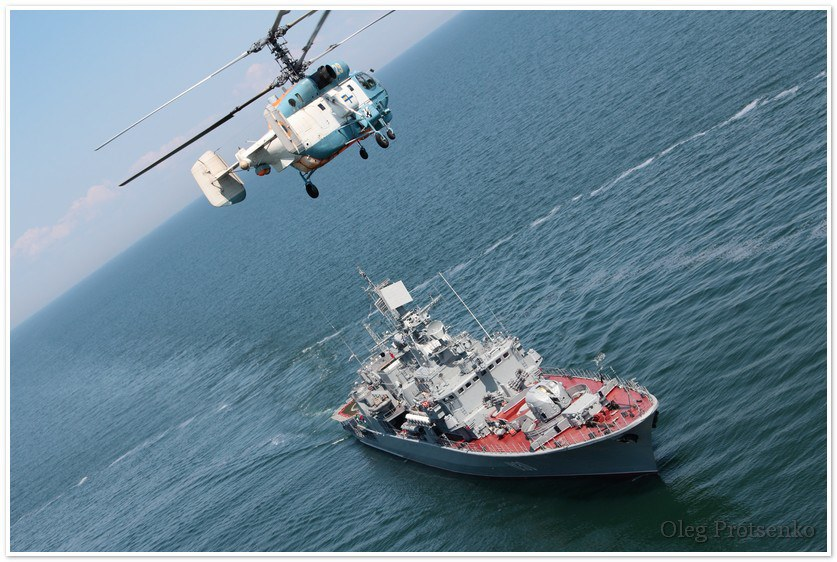
Ка-27 бригади під час навчань Сі Бриз 2013
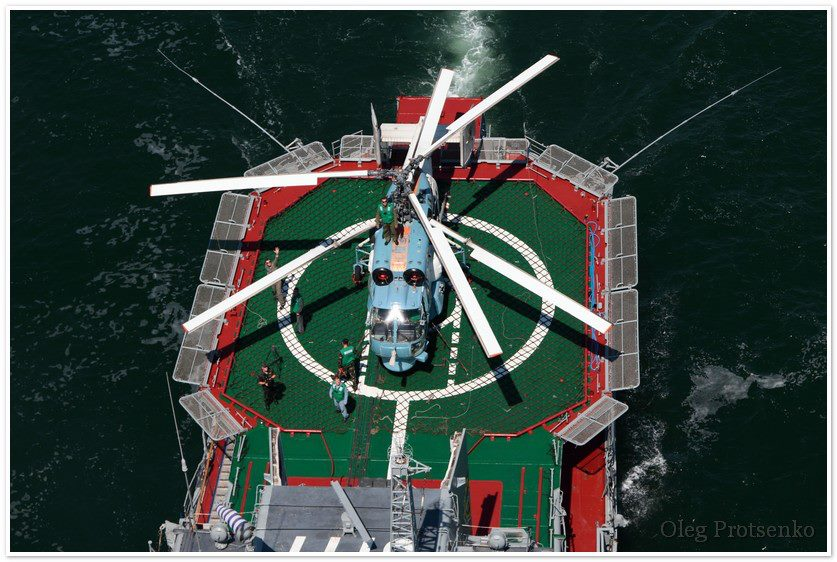
Ка-27 бригади на палубі фрегата «Гетьман Сагайдачний» під час навчань Сі Бриз 2013
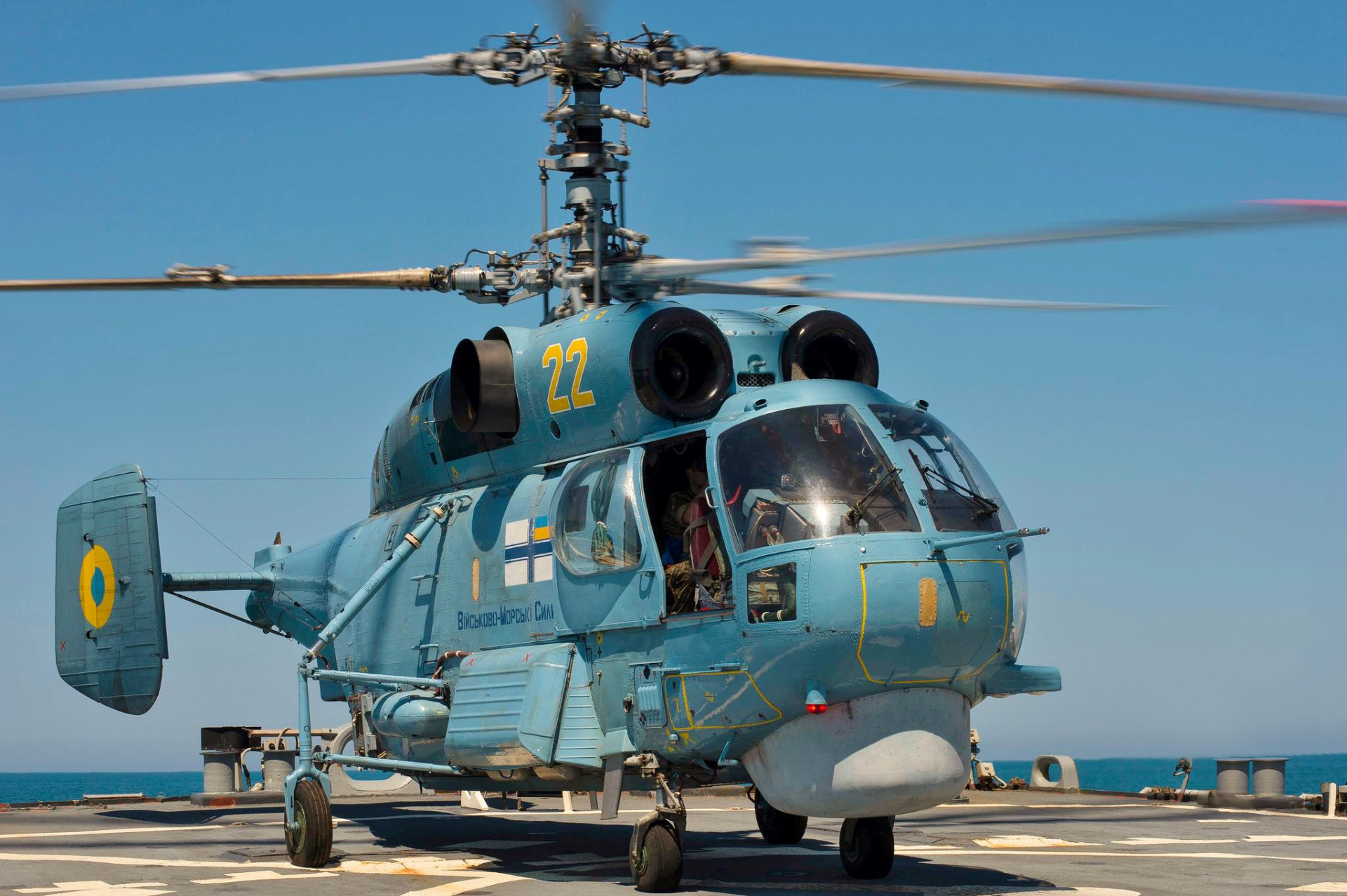
Ка-27 бригади (б/н 22 «жовтий»)
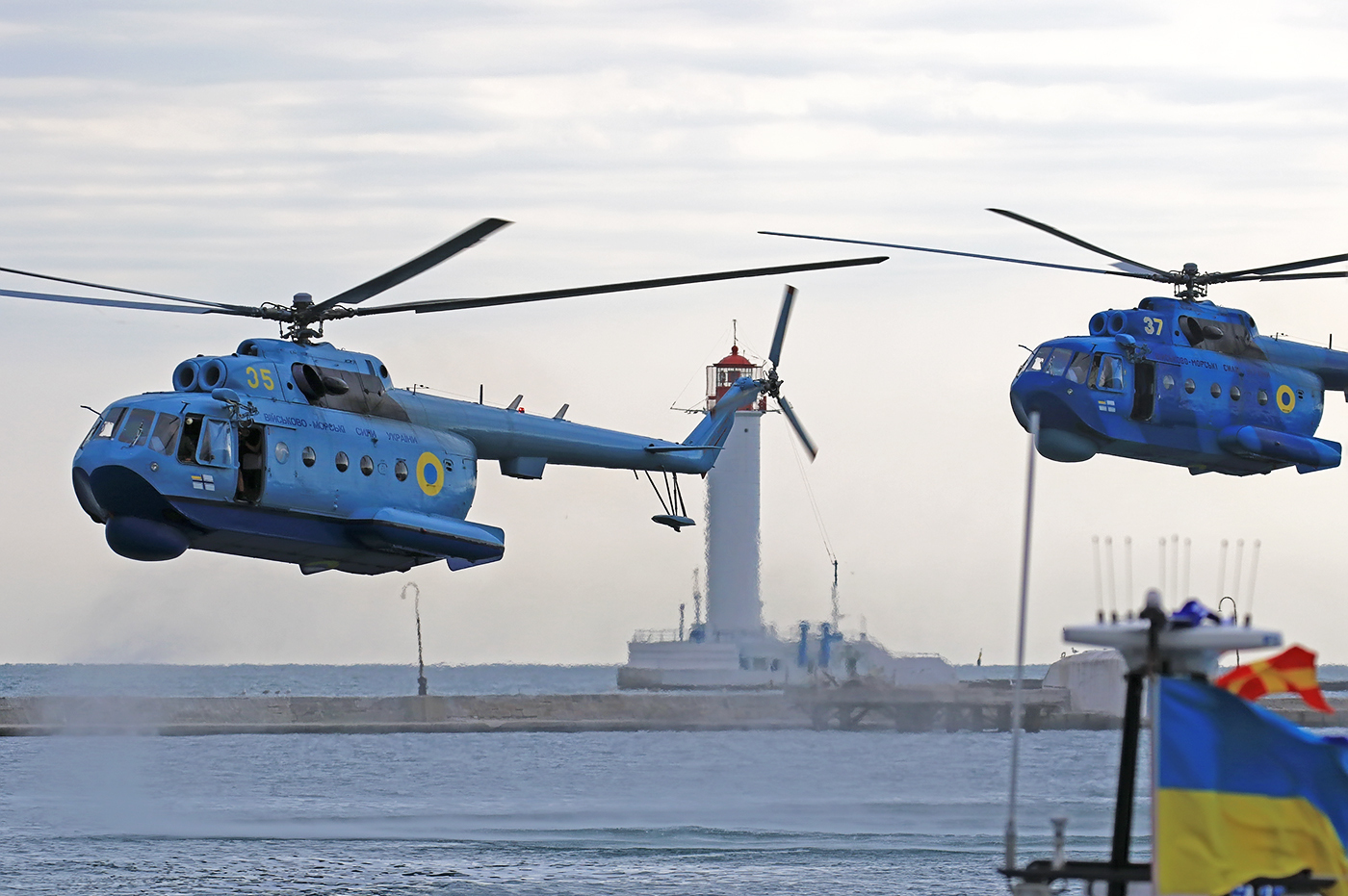
Мі-14ПЛ бригади в Одесі
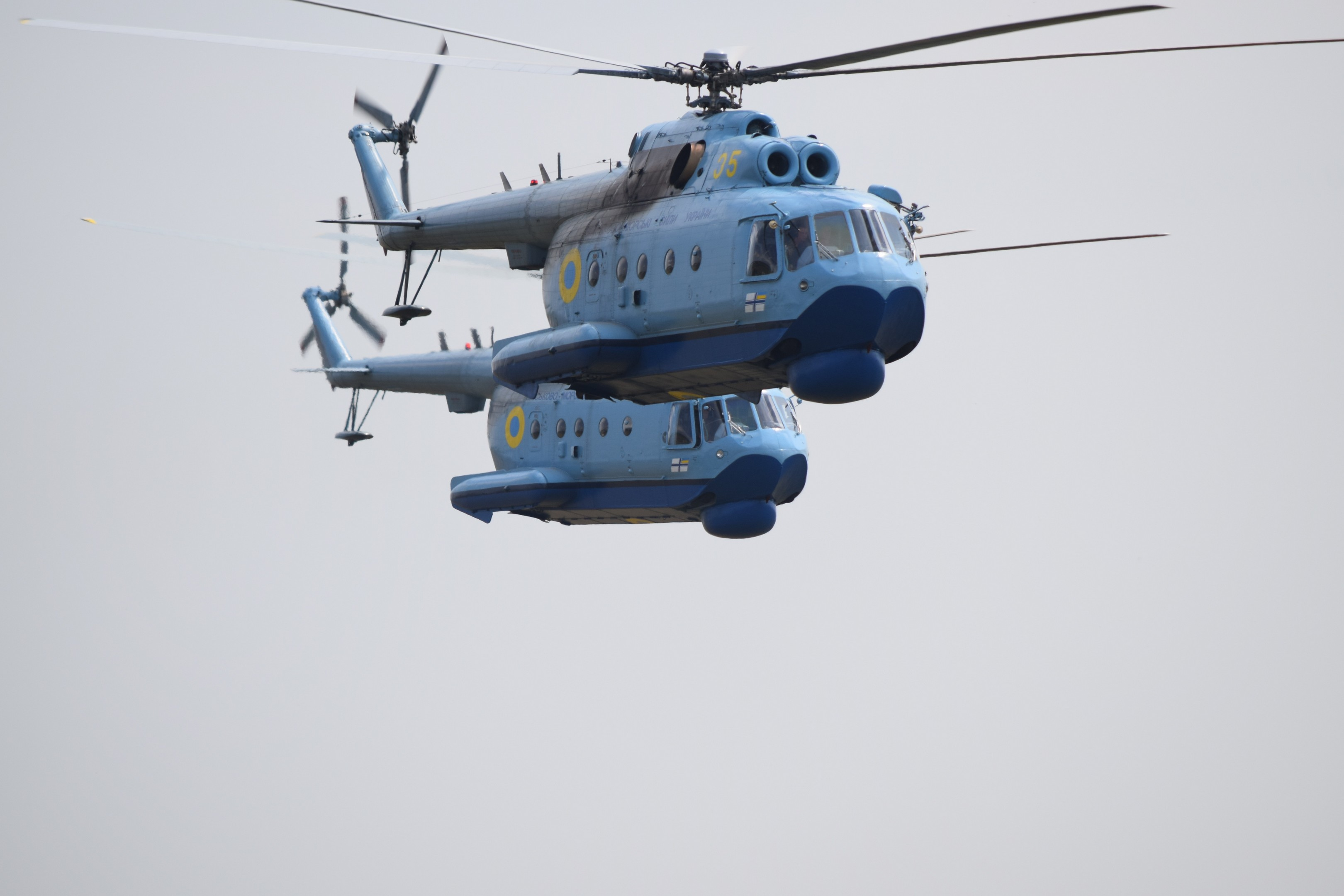
2 Мі-14ПЛ бригади під час навчань Сі Бриз 2018
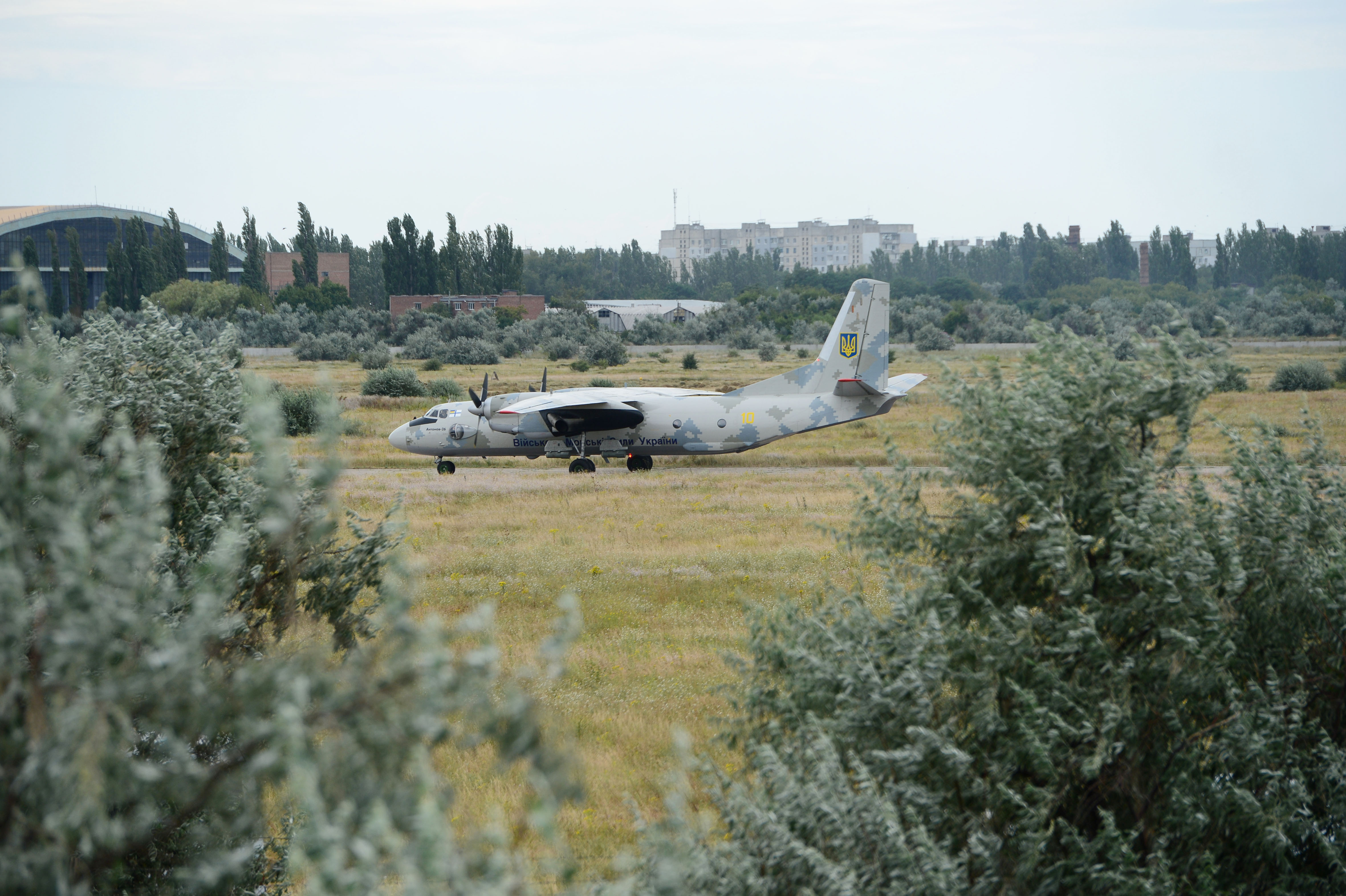
Літак АН-26 бригади
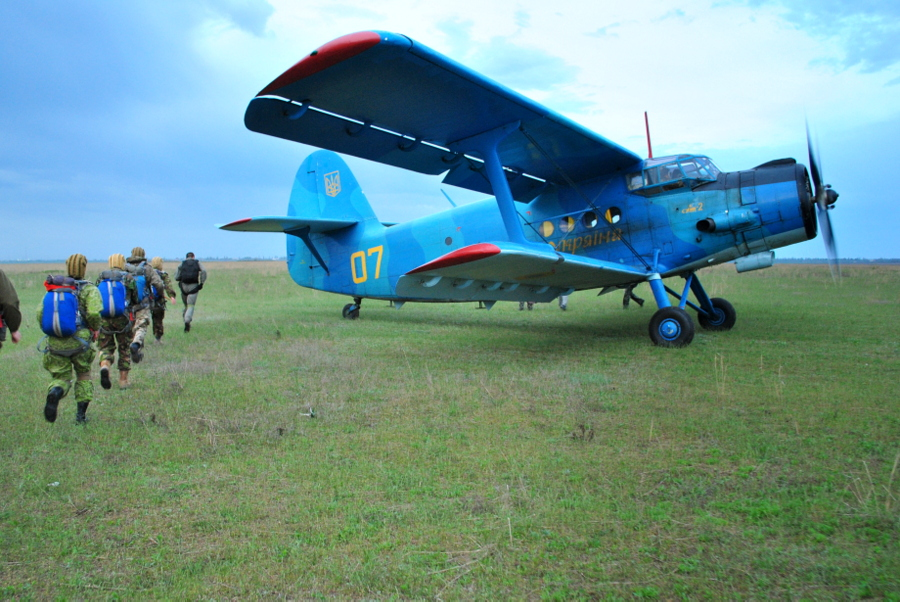
Літак Ан-2 бригади